# Milenko Vesnić

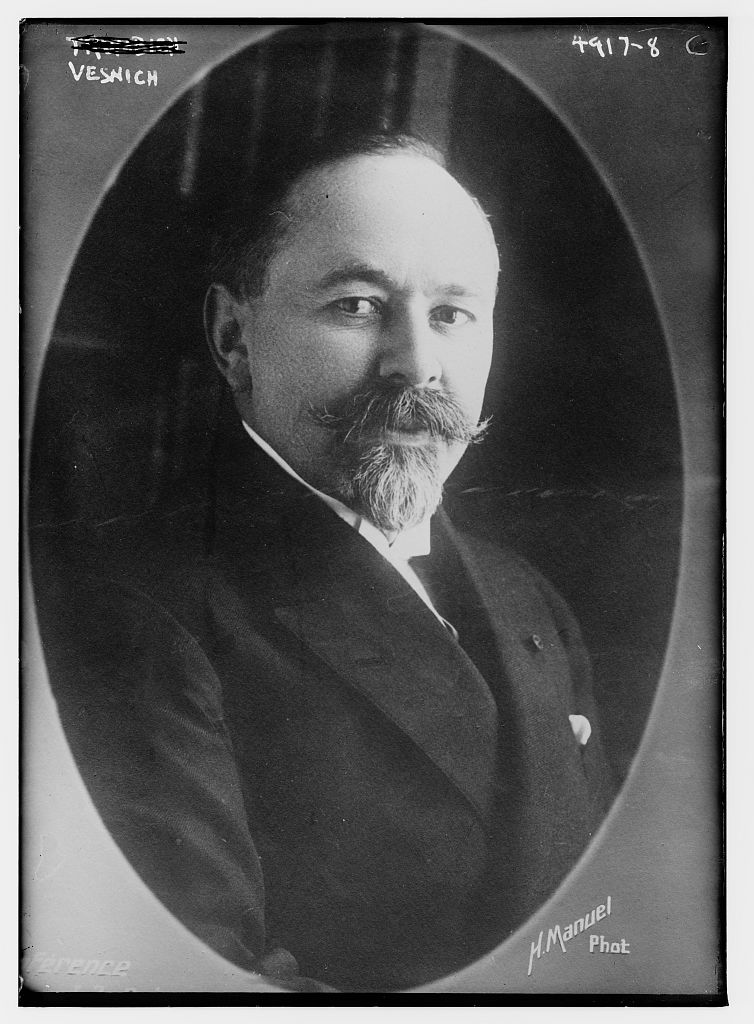

Milenko Radonja Vesnić (Dunisic, Belgrado, 13 de fevereiro de 1862 - Paris, 15 de maio de 1921) foi um político sérvio, servindo como primeiro-ministro e diplomata iugoslavo.
Obteve seu doutorado em Direito em Munique em 1888. Tornou-se professor de direito na Universidade de Belgrado em 1894. No mesmo ano, se tornou deputado na Assembleia Nacional da Sérvia e no decorrer de sua carreira política ocupou os cargos de Ministro da Educação e Ministro da Justiça. 
A partir de janeiro de 1919, representou seu país na Conferência de Paz de Paris. Tornou-se primeiro-ministro do novo Reino da Iugoslávia em 1920, substituindo Stojan Protić; durante o seu governo foi firmado o Tratado de Rapallo, na Itália, que estabeleceu a fronteira entre os dois países em Istria e Dalmácia e reduziu temporariamente a tensão entre ambos.
Foi embaixador da Sérvia e da Iugoslávia em Roma e Paris.
Faleceu na capital francesa, poucos meses depois de deixar o governo em 1921.